# The Monument (British Columbia)
Koordinaten: 56° 46′ N, 131° 20′ W

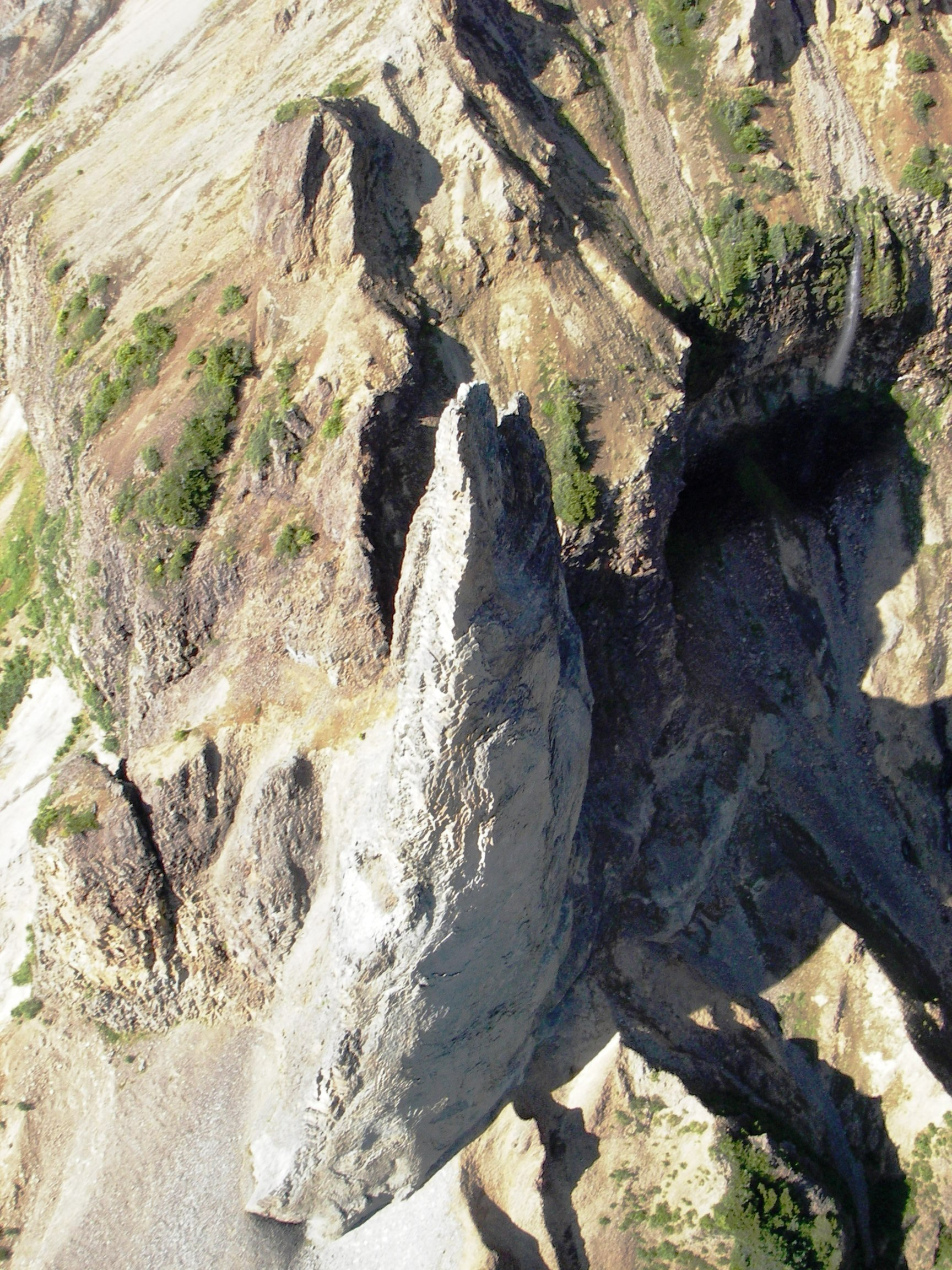
The Monument

The Monument ist eine Erdpyramide (engl. hoodoo) im Cassiar Land District im Northern Interior der kanadischen Provinz British Columbia.:44,45 Sie liegt an der Südwestseite des Hoodoo Mountain, eines flachgipfligen Schichtvulkans in der Northern Cordilleran Volcanic Province. Diese hellgraue, nadelförmige Felsformation hat eine geographische Höhe von etwa 1100 m und ragt mehr als 100 m über die Umgebung auf. Ihr Durchmesser verringert sich allmählich und mündet in einer sehr scharfen Spitze. Im Querschnitt ist sie leicht oval. Sie ragt deutlich aus dem vulkanischen Gestein heraus, aus dem der Hoodoo Mountain besteht.
The Monument enthält horizontale Basaltsäulen. Es stellt einen erodierten Überrest eines Vulkanschlots dar, welcher möglicherweise vor 40.000 bis 30.000 Jahren aktiv war.:48,54 Die Lavamenge, die von The Monument ausgestoßen wurde, war jedoch möglicherweise klein im Vergleich zu der der Hauptschlote, die heute unter der Eiskappe des Hoodoo Mountain begraben sind. The Monument wurde von einem Dyke genährt, der in den Slide Canyon an der Südwestseite des Hoodoo Mountain intrudiert war.  Die Oberfläche von The Monument blättert wie die Häute einer Zwiebel ab, was zu der hellgrauen Schutthalde an seiner Basis führt. The Monument wurde als Lavastalagmit oder Schlotpfropfen beschrieben.
The Monument ist ein Endonym, welches durch das Geographical Names Board of Canada nicht offiziell anerkannt ist.